# Kirsten Wild
Kirsten Wild (født  15. oktober 1982) er en tidligere hollandsk professionel bane- og landevejs cykelrytter.

## Karriere
Indenfor banecykling vandt hun verdensmesterskabet i scratch i 2015. Hun blev europamester i pointøb i 2013 og i elimineringsløb i 2016. Indenfor landevejscykling blev hun nummer to ved verdensmesterskabet i Doha i 2016 bagved danske Amalie Dideriksen.

### Olympiske lege
Wild konkurrerede i to discipliner i  banecykling ved sommer-OL 2012 i London. Hun blev nummer seks i omnium, og var en del af det hollandske hold, der sluttede som nummer seks i  holdforfølgelse (sammen med Ellen van Dijk, Amy Pieters og Vera Koedooder).
Hun var også med ved OL 2016 i Rio de Janeiro, hvor hun stillede op i omnium og blev nummer seks med 183 point.
Wild deltog sammen med Amy Pieters i parløb ved OL 2020 (afholdt i 2021), og parret blev nummer fire med 21 point, fem point efter russerne Gulnas Khatuntseva og Marija Novolodskaya på tredjepladsen.
Ved samme lege stillede hun også op i omnium, og her vandt hun bronze med 108 point, to færre end japaneren Yumi Kajihara på andenpladsen, mens amerikaneren Jennifer Valente vandt guld med 124 point.

## Reference
1. 1 2  "Kirsten Wild – Events and results". london2012.com. Arkiveret fra originalen 4. august 2012. Hentet 27. august 2012.
2. ↑  "Ceratizit – WNT Pro Cycling Team". UCI.org. Union Cycliste Internationale. Arkiveret fra originalen 21. januar 2020. Hentet 21. januar 2020.
3. ↑  "Ceratizit - WNT Pro Cycling Team". UCI.org. Union Cycliste Internationale. Arkiveret fra originalen 19. januar 2021. Hentet 19. januar 2021.
4. ↑  "Kirsten Wild". Hentet 30. marts 2015.
5. ↑  Palle, Frederik (15. oktober 2016). "Amalie Dideriksen vinder VM". Danmarks Radio. Hentet 20. oktober 2016.
6. ↑  Omnium, Women, olympedia.org, hentet 8. august 2021
7. ↑  Cycling Track - Final Results, olympics.com, arkiveret fra originalen 6. august 2021, hentet 8. august 2021
8. ↑  Cycling Track - Points Race 4/4 Results, olympics.com, arkiveret fra originalen 1. august 2021, hentet 8. august 2021